# 臺北稻荷神社
台北稻荷神社是曾經在台北市存在過的神社，位於現在的萬華區西門町西門市場（今西門紅樓）旁，乃日治時代唯一擁有鄉社社格的稻荷系神社。和位在有明町的「萬華稻荷」無關，此為佛教系稻荷信仰的寺院。

## 歷史沿革

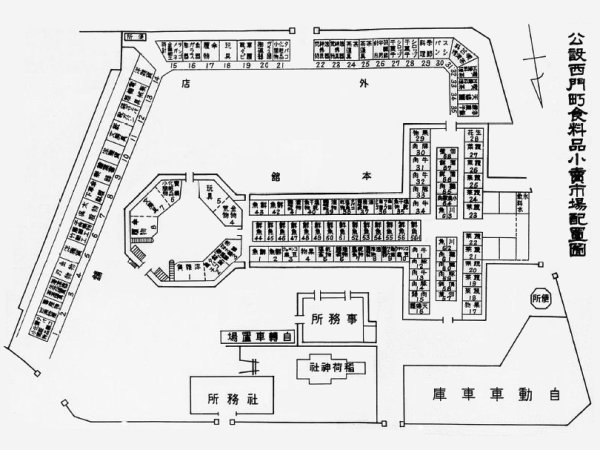
1939年臺北市新起街市場及台北稻荷神社

明治43年（1910年）3月，為祈求商業繁盛，準備從艋舺豐川閣（萬華稻荷）合祀的稻荷神分靈，由木下新三郎等十餘人發起在臺北州臺北市新起街市場構內興建社祠，後來又從東京羽田的穴守神社本社取的分靈許可，由笠松好造與平川吉松展開名為「穴守稻荷神社」的興建工程，同年11月29日舉行「穴守稻荷地鎮祭」。明治44年(1911年）2月舉行上棟祭，名稱由「穴守稻荷神社」改名為「臺北稻荷神社」，同年6月25日舉行鎮座式，例祭日亦訂為6月25日。昭和5年（1930年）9月，耗資12000圓以全檜木打造兩層樓之社務所，一樓充當公共集會所，二樓作為神前結婚會場。昭和12年（1937年）10月20日升格為鄉社，祭祀倉稻魂命（掌管財富、守護農業生產和民眾生命之神），神社前有石雕狐狸，是稻荷神社的神使，當時的稻荷神社有許多的日本人信奉。建物在二次大戰臺北大空襲後從航空圖中可看出被美軍大面積炸毀，今已不存在。

## 外部連結
- 老照片資料庫 （页面存档备份，存于）
- 張哲生《西門市場與臺北稻荷神社 1940 vs 2017》